# 飛田公治
飛田 公治（とびた こうじ）は日本のコンサルタント、実業家。

## 略歴
明治大学法学部卒業。
1974年、三菱信託銀行入社。1989年、ハーバード大学国際問題研究所客員研究員。1996年、大和総研に移り、年金調査部、年金運用コンサルティング部長等を歴任。2003年、大和総研執行役員資産運用マネジメント本部長、2006年、大和ファンド・コンサルティング代表取締役副社長兼COOを経て、2009年に同社代表取締役社長に就任。2011年、ウィズ・パートナーズエグゼクティブバイスチェアマン兼年金投資研究所長。2013年、タクティカル・アセット・コンサルティング代表取締役社長。

## 公益活動
- 日本私立学校振興・共済事業団 年金資金運用検討委員
- 教職員共済生活協同組合 資産運用委員

## 著書
- 『企業経営と年金マネジメント』（2006年　大和総研編：監修　東洋経済新報社）